# Calamus anomalus
Calamus anomalus är en enhjärtbladig växtart som beskrevs av Karl Ewald Maximilian Burret. Calamus anomalus ingår i släktet Calamus och familjen Arecaceae. Inga underarter finns listade i Catalogue of Life.